# Neobulgaria pura
Neobulgaria pura é um fungo coméstivel pertencente a família Helotiaceae.

## Variabilidade
- Neobulgaria pura var. foliacea (Bres.) Dennis & Gamundí

- Neobulgaria pura var. pura (Pers.) Petr.